# Bani Suwajf (muhafaza)

Lokalizacja muhafazy

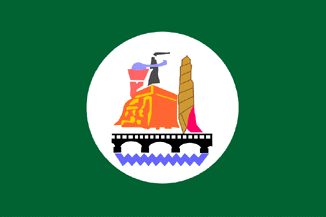
Flaga muhafazy

Bani Suwajf (arab. بني سويف) – prowincja gubernatorska (muhafaza) w Egipcie, około 120 km od Kairu, położona po obu stronach Nilu. Zajmuje powierzchnię 10 954 km². Stolicą administracyjną jest Bani Suwajf.  Według spisu powszechnego w listopadzie 2006 roku populacja muhafazy liczyła 2 291 618 mieszkańców, natomiast według szacunków 1 stycznia 2015 roku zamieszkiwało ją 2 856 812 osób.